# Yabe ~Nabe~ Na Atsuryoku Be ~Na~
Singles par THE Possible
Family ~Tabidachi no Asa~
(2009) Watashi no Miryoku / Love² Paradise
(2010)
Yabe ~Nabe~ Na Atsuryoku Be ~Na~ (やべ～なべ～な 圧力ベ～ナ～) est un single japonais sorti en 2010, attribué à THE Possible with Oto no Moto (Fujii Takashi & Tsubaki Oniyakko) (THE ポッシボー with 音の素（藤井隆&椿鬼奴）).

## Présentation
C'est une collaboration ponctuelle entre le groupe féminin de J-pop THE Possible et le duo mixte de présentateurs de l'émission Oto no Moto : Takashi Fujii (en) et Oniyakko Tsubaki. Le disque sort le 2 juin 2010 au Japon, écrit et produit par Tsunku. Il atteint la 30e place du classement de l'Oricon, et reste classé pendant 2 semaines pour un total de 3 392 exemplaires vendus. Il sort en format CD+DVD avec un DVD supplémentaire.
La chanson-titre du disque a été utilisée comme thème d'ouverture de l'émission télévisée Oto no Moto sur la chaine NTV.

## Liste des titres
Toutes les chansons sont écrites et composées par Tsunku.
| 1. | Yabe ~Nabe~ Na Atsuryoku Be ~Na~ (やべ〜なべ〜な 圧力ベ〜ナ〜)                                             |  |
| 2. | Yabe~Nabe~ na Atsuryoku Be~na~ (Fujii Takashi ni Narikiri Karaoke) (… （藤井隆になりきりカラオケ）)        |  |
| 3. | Yabe~Nabe~ na Atsuryoku Be~na~ (Tsubaki Oniyakko ni Narikiri Karaoke) (… （椿鬼奴になりきりカラオケ）)     |  |
| 4. | Yabe~Nabe~ na Atsuryoku Be~na~ (THE Possible ni Narikiri Karaoke) (… （THE ポッシボーになりきりカラオケ）) |  |
| 5. | Yabe~Nabe~ na Atsuryoku Be~na~ (Original Karaoke) (やべ〜なべ〜な 圧力ベ〜ナ〜 （オリジナルカラオケ）)     |  |

| 1. | Yabe~Nabe~ na Atsuryoku Be~na~ (Oto no Moto Version) (やべ〜なべ〜な 圧力ベ〜ナ〜 （音の素編）)                 |  |
| 2. | Yabe~Nabe~ na Atsuryoku Be~na~ (THE Possible Dance Performance Version) (THE ポッシボー ダンスパフォーマンス編) |  |